# Robert Stamp
Robert Victor Alexander Stamp (sinh ngày 1 tháng 8 năm 1999), là một cầu thủ bóng đá Hồng Kông-Anh, hiện tại thi đấu cho đội bóng tại Giải bóng đá ngoại hạng Hồng Kông Kitchee SC ở vị trí tiền đạo trung tâm.

## Đời sống cá nhân
Stamp học tập tại Island School